# Ихтиолог
Ихтиолог — учёный, специалист по ихтиологии, изучающий строение, эволюционное развитие, формы жизнедеятельности и особенности размножения рыб и разрабатывающий на основе этих исследований методы рационального рыболовства, рыбоводства и рыбоохранной деятельности. Важной функцией ихтиологов является обеспечение прохода рыбы через рыбопропускные сооружения в составе гидроузлов. Кроме того, ихтиологами разрабатываются технологические процессы переработки и осуществляется ветеринарно-санитарная оценка рыбных продуктов.
Родственные профессии: рыбовод, техник-рыбовод, зооинженер по рыбоводству, техник-технолог по рыбным продуктам, инженер-технолог по продуктам.

## Специфика профессии
Работа связана с длительными командировками к местам обитания рыб и подводными наблюдениями, поэтому ихтиологами работают преимущественно мужчины.
Необходимые личностные качества: смелость, склонность к естественным наукам, любовь к живой природе, интерес к научно-исследовательской работе, хорошее здоровье и спортивная подготовка.

## Место работы
Научно-исследовательские институты, органы надзора за водными биологическими ресурсами (инспекции рыбоохраны), крупные рыбоводческие предприятия и рыбопромысловые суда, зоопарки и аквапарки.

## Образование
Подготовка осуществляется на биологических факультетах университетов, в институтах и техникумах рыбной промышленности.